# Passage Barrois
Le passage Barrois est une voie du 3e arrondissement de Paris, en France.

## Situation et accès
Le passage Barrois est situé dans le 3e arrondissement de Paris. Il débute au 34, rue des Gravilliers et se termine au 15, rue au Maire.

## Origine du nom
Il tient son nom de M. Barrois, propriétaire riverain des terrains sur lesquels il a été ouvert.